# بخش عادل‌آباد
بخش عادل‌آباد (به انگلیسی: Adilabad district) یک بخش در هند است که در آندرا پرادش واقع شده‌است.

## خصوصیات
بخش عادل‌آباد ۲۴٬۸۸٬۰۰۳ نفر جمعیت دارد.